# Корімайо
Корімайо (англ. Corimayo) — золоторудний об'єкт в Перу, західніше Кінуа. Сліпий поклад. За оцінками експертів, ресурси золота в ньому можуть виявитися порівняними із запасами рудного поля Янакоча (друге у світі).